# 愚者の楽園
『愚者の楽園』（ぐしゃのらくえん）は、『花とゆめ』（白泉社）で連載されていた川原泉の漫画作品。
サブタイトルは「8月はとぼけてる」。

## ストーリー
架空の九州南部。桃島という活火山の近隣にあるI市に1年前本州から一家5人で引っ越してきた姫野家。その次女麻子（高3）は、通学途中にある「日本農園」(JAPAN FARM)の前を通るたびに同名の病気を思い起こして笑ってしまう。
ある日、「成績の芳しくない生徒のための集中補習授業」のために学校に向かっていた麻子は、いつものように「日本農園」の前で思わず笑っていた。その時、桃島の噴火の衝撃から、日本農園の椰子の実が麻子の頭を直撃。それがきっかけで農場主の安楽史郎と知り合いになり、なりゆきで農園でバイトをはじめることになる。なお、給料は日本農園が栽培する果物の現物支給。

## 登場人物
姫野麻子（ひめの あさこ）
姫野家の次女。優れもので目立つタイプの姉と妹にはさまれた真ん中の麻子は、何事も控えめな女子高校生。「日本農園」の安楽氏と知りあい、日本農園でアルバイトをすることになる。初めはトロピカルフルーツ目当てだった麻子だが、安楽に一生懸命なところを誉められるにつれ、すっかり「私は生まれながらの農業人」と思い込む。安楽をご主人様と呼ぶ。
安楽史郎（あんらく しろう）
日本農園の経営者。親子3人で農園を営んでいたが、父が入院したため1人でやっている。“ビクターの犬”にそっくり(?)なとぼけた顔（麻子評）で、人柄が良い、働き者の好青年。農作業の合間に研究開発した新種のテーブルヤシ「愚者の楽園」で品評会の一等賞を取る。
姫野育子（ひめの いくこ）
麻子の姉。大学2年生。麻子を見に日本農園に行くうちに天光坊とケンカをしつつも仲良くなり、大学での研究対象である近代日本文学史を放棄し、仏教文学に傾倒し、連日浄泉寺に通いつめて念仏三昧の日々をすごす。
姫野葉子（ひめの ようこ）
麻子の妹。高校2年生。長女の育子と共に日本農園を覗き見に行って知り合った、竹之内と仲がよい。今では、めかし込んで用も無いのに市役所あたりをウロウロしては、「お役人様アロハ～」と竹之内と挨拶を交わす娘になった。
竹之内（たけのうち）
安楽の友人。市役所に勤める公務員。いつも市役所の制服であるアロハシャツを着ている。とっても善良で温厚そうな人。葉子と仲がよい。
天光（てんこう）
安楽の友人。浄泉寺の僧侶。寺をサボっては忙しい日本農園の手伝いにやってくる。育子と仲がよい。

## 収録されている単行本・文庫
- 川原泉『美貌の果実』 白泉社〈花とゆめコミックス〉、1987年2月25日 ISBN 4-592-11578-3
  - 収録 架空の森/愚者の楽園/大地の貴族/美貌の果実
- 川原泉『美貌の果実』 白泉社〈白泉社文庫〉、1995年9月15日 ISBN 4-592-88313-6
  - 収録 愚者の楽園/大地の貴族/美貌の果実/架空の森/森には真理が落ちている/パセリを摘みに